# Glycine aphyonota
Glycine aphyonota es una especie de planta floral del género Glycine, familia Fabaceae, orden Fabales.

## Distribución
Se distribuye por Australia Occidental.

## Taxonomía
Fue descrita por B.E.Pfeil y publicada en Australian Systematic Botany 15: 569 (2002).